# Callopistria ludovici
Callopistria ludovici är en fjärilsart som beskrevs av Louis Beethoven Prout 1922. Callopistria ludovici ingår i släktet Callopistria och familjen nattflyn. Inga underarter finns listade i Catalogue of Life.